# Wladislaus de Korte
Wladislaus IV (3 maart of 19 januari 1260 - Krakau, 2 maart 1333), bijg. de Ellelange en de Korte (Łokietek), uit het geslacht der Piasten, was de jongste zoon van hertog Casimir I van Koejavië en Euphrosina van Opper-Silezië.

## Functies
Wladislaus IV (als groothertog), Wladislaus I (als koning van Polen), stond van 1267 tot 1275 onder het voogdijschap van zijn moeder en van zijn oudere broer Leszek II van Polen. Toen hij in 1275 meerderjarig werd, werd hij hertog van Zuid-Koejavië en Brześć Kujawski. Toen Leszek in 1288 stierf, erfde hij Sieradz en veroverde Sandomierz in 1289. Toen Hendrik IV van Polen in 1290 stierf, brak er oorlog uit met Wenceslaus II van Bohemen en Przemysł II van Polen. Wenceslaus trok aan het langste eind en Wladislaus werd leenman van koning Wenceslaus en van 1300 tot 1304 ging hij in ballingschap. Na de dood van Wenceslaus II en zijn zoon Wenceslaus III van Bohemen in 1306 werd hij opnieuw hertog van Klein-Polen, Sieradz, Łęczyca en Koejavië-Brest, hertog van Klein-Polen-Krakau, Pommerellen, leenheer over Koejavië-Inowrocław en Dobříň, in 1314 hertog van Groot-Polen, in 1320 koning van Polen. Verloor Pommerellen in 1309 (tot 1466), Dobříň in 1329 en Koejavië in 1332 (tot 1343), bedongen door de aanhechting van de Duitse Orde. Feitelijk verlies van het Poolse leenheerschap over grote delen van Silezië (definitief) en Mazovië-Plock (tot 1351) aan Bohemen 1327-1331, met onafhankelijke regenten in Mazovië-Warschau tot 1351 en in het Silezische hertogdom Schweidnitz-Jauer tot 1368/1392, (zie kaart). 

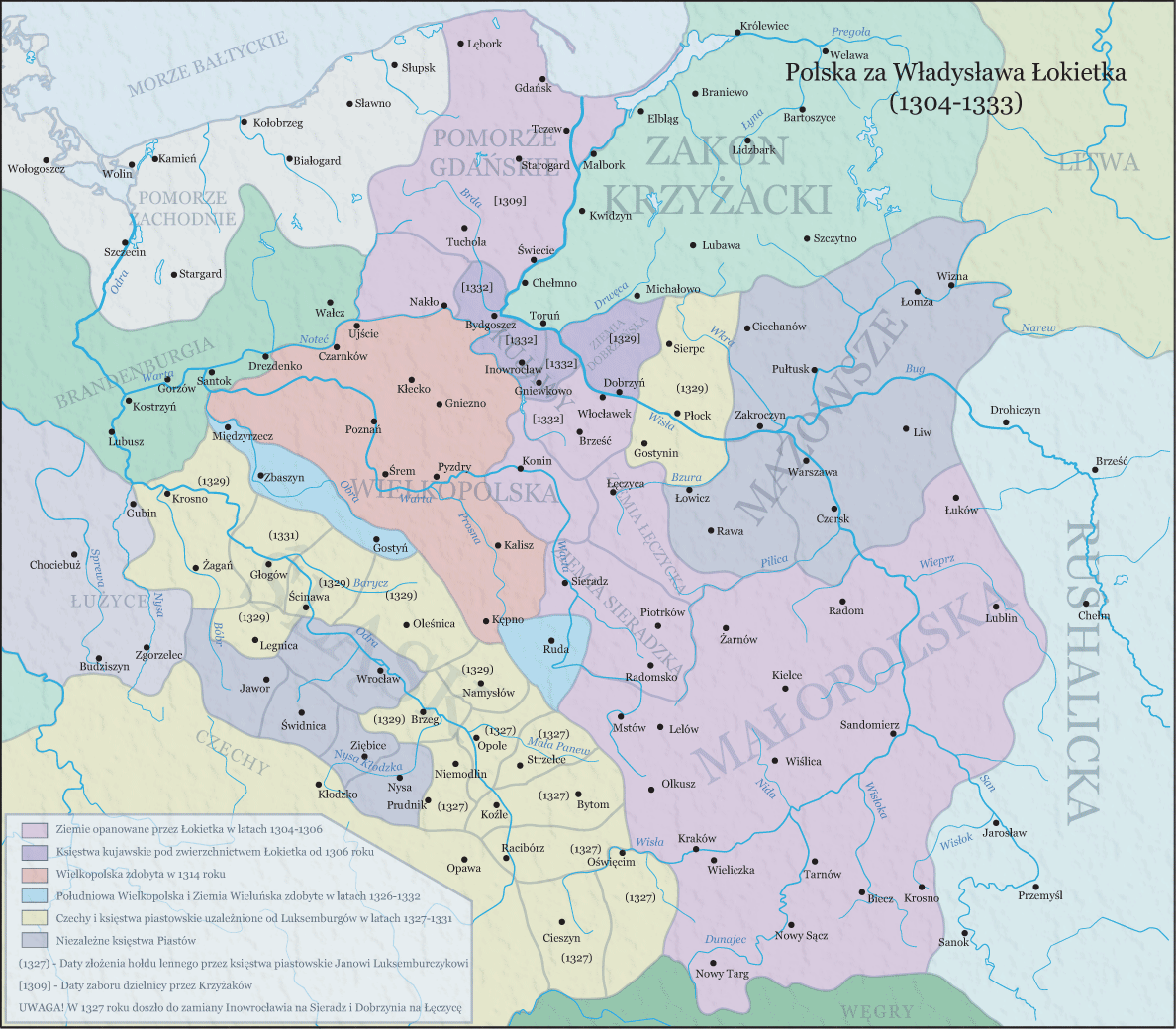
Polen onder Wladislaus IV, de Ellenlange, in 1303-1333

## Leven
Wladislaus begon in 1288 een erfenisoorlog om het senioraat en om Klein-Polen-Krakau tegen Bohemen, Silezië en Groot-Polen en bezette in 1289 Krakau, maar werd daar opnieuw verjaagd. In 1292 kwam hij in Boheemse gevangenschap terecht, waarna hij alle troonaanspraken op Bohemen moest laten vallen en het Boheems gezag over Koejavië moest erkennen. Om Pommerellen voerde hij een erfenisoorlog tegen Groot-Polen en de Duitse Orde, maar hij moest naar Hongarije vluchten. In 1305 keerde hij terug en won hij na het uitsterven der Przemysliden zijn verloren gebieden terug. In 1320 werd hij met de hulp van de kerk, koning van Polen. Hij buitte de patriottische stemming in het land verstandig uit, voerde het eerstgeboorterecht in en riep de ondeelbaarheid van Polen uit. Hij kreeg de steun van Hongarije en Litouwen en wist de Duitse Orde in 1331 bij Plowce te verslaan. Toch verloor hij Pommerellen en Koejavië en grote delen van Silezië, maar legde niettemin het kernland Groot-Polen vast.

## Huwelijk en kinderen
Wladislaus was rond 1290 gehuwd met Hedwig van Kalisch (-1339), erfdochter van hertog Boleslaw de Vrome, en werd vader van:
- Margaretha (Cunegonde), gehuwd met hertog Bernard II van Schweidnitz, en in 1329 met hertog Rudolf I van Saksen (-1356),
- Elisabeth (1300-1380), in 1320 gehuwd met Karel I van Hongarije (1286-1342)
- Casimir III van Polen (1309-1370).

## Voorouders
| Voorouders van Wladislaus de Korte | Voorouders van Wladislaus de Korte                                    | Voorouders van Wladislaus de Korte                                    | Voorouders van Wladislaus de Korte                                     | Voorouders van Wladislaus de Korte                                     | Voorouders van Wladislaus de Korte                                    | Voorouders van Wladislaus de Korte                                    | Voorouders van Wladislaus de Korte                                    | Voorouders van Wladislaus de Korte                                    |
| ---------------------------------- | --------------------------------------------------------------------- | --------------------------------------------------------------------- | ---------------------------------------------------------------------- | ---------------------------------------------------------------------- | --------------------------------------------------------------------- | --------------------------------------------------------------------- | --------------------------------------------------------------------- | --------------------------------------------------------------------- |
| Overgrootouders                    | Casimir II van Polen (1138-1194) ∞ Helena van Znojmo (1141-1207)      | Casimir II van Polen (1138-1194) ∞ Helena van Znojmo (1141-1207)      | Svjatoslav van Vladimir-Volynski (1176-1211) ∞ Yaroslava Rurikovna (–) | Svjatoslav van Vladimir-Volynski (1176-1211) ∞ Yaroslava Rurikovna (–) | Mieszko IV van Polen (1130-1211) ∞ Ludmilla (-)                       | Mieszko IV van Polen (1130-1211) ∞ Ludmilla (-)                       | ? (-) ∞ ? (-)                                                         | ? (-) ∞ ? (-)                                                         |
| Grootouders                        | Koenraad I van Mazovië (1187-1247) ∞ Agatha van Vladimir (1190-1247)  | Koenraad I van Mazovië (1187-1247) ∞ Agatha van Vladimir (1190-1247)  | Koenraad I van Mazovië (1187-1247) ∞ Agatha van Vladimir (1190-1247)   | Koenraad I van Mazovië (1187-1247) ∞ Agatha van Vladimir (1190-1247)   | Casimir I van Opole (1178-1230) ∞ Viola van Hongarije (–1251)         | Casimir I van Opole (1178-1230) ∞ Viola van Hongarije (–1251)         | Casimir I van Opole (1178-1230) ∞ Viola van Hongarije (–1251)         | Casimir I van Opole (1178-1230) ∞ Viola van Hongarije (–1251)         |
| Ouders                             | Casimir I van Koejavië (1211-1267) ∞ Euphrosina van Opole (1221-1257) | Casimir I van Koejavië (1211-1267) ∞ Euphrosina van Opole (1221-1257) | Casimir I van Koejavië (1211-1267) ∞ Euphrosina van Opole (1221-1257)  | Casimir I van Koejavië (1211-1267) ∞ Euphrosina van Opole (1221-1257)  | Casimir I van Koejavië (1211-1267) ∞ Euphrosina van Opole (1221-1257) | Casimir I van Koejavië (1211-1267) ∞ Euphrosina van Opole (1221-1257) | Casimir I van Koejavië (1211-1267) ∞ Euphrosina van Opole (1221-1257) | Casimir I van Koejavië (1211-1267) ∞ Euphrosina van Opole (1221-1257) |
| Wladislaus de Korte (1260-1333)    |                                                                       |                                                                       |                                                                        |                                                                        |                                                                       |                                                                       |                                                                       |                                                                       |